# Dixième district congressionnel de l'État de Washington
Le 10e district congressionnel de Washington est un district situé dans l'ouest de l'État de Washington. Le district est centré sur la capitale de l'État, Olympia, et comprend des parties des comtés de Thurston et Pierce (y compris des parties de Tacoma). Il a été créé après le recensement des États-Unis de 2010, qui a accordé à Washington un siège supplémentaire au Congrès, portant le nombre de sièges attribués à l'État de 9 à 10, et a élu Denny Heck comme son premier Représentant aux  Élections de 2012. Marilyn Strickland a été élue en 2020 pour le remplacer après sa retraite pour se présenter au poste de Lieutenant-Gouverneur.

## Redécoupage 2011 - 2012
Conformément à la loi de l'État de Washington, une commission non partisane composée de deux républicains, de deux démocrates et d'un Président sans droit de vote a tracé les limites de ce nouveau district, ainsi que les nouvelles limites des districts existants de Washington. La Commission de redécoupage de Washington a été chargée de dessiner les cartes congressionnelles et des circonscriptions législatives au cours de l'année suivant chaque recensement, y compris le nouveau 10e district. Les premières cartes des commissaires ont été publiées le 13 septembre 2011. De plus, plusieurs cartes de tiers ont été soumises aux commissaires par des citoyens et des groupes de défense.

### Commissaire Tim Ceis
Le Commissaire Ceis, représentant les dirigeants démocrates du Sénat, a soumis un projet de plan qui placerait le nouveau 10e district dans les comtés du sud-ouest de Pierce, du nord de Thurston, de l'est de Mason et de l'extrême sud de King. Cela comprendrait les villes de Shelton, Olympia, Fircrest, Pacific, Fife, Puyallup et une partie de Tacoma. Federal Way, Auburn, Bonney Lake, Orting, Yelm et McCleary se trouvaient juste à l'extérieur des frontières du 10e district proposé. Ce 10e district proposé a voté pour la Démocrate Patty Murray contre le Républicain Dino Rossi avec environ 53,7/46,3 lors des élections sénatoriales de 2010, et est à environ 68,3 % de blancs.

### Commissaire Slade Gorton
Le Commissaire Gorton, représentant les dirigeants républicains du Sénat, a soumis un projet de plan plaçant le nouveau 10e district dans la partie nord de l'État, à cheval sur les montagnes Cascade, pour englober Island, San Juan, Whatcom, Skagit, Chelan, Douglas, Okanogan, le nord et les parties orientales du Comté de Snohmish et la ville de Skykomish dans le Comté de King. Il aurait inclus les villes de Bellingham, Granite Falls, Arlington, Monroe, Wenatchee, Iroville et la majeure partie du barrage Coulee. Grand Coulee, Quincy, Republic et Marysville se trouvaient juste à l'extérieur des limites proposées. Ce 10e district proposé a voté pour le Républicain Dino Rossi contre la Démocrate Patty Murray environ 52,6/47,4 et est à 79 % blanc. La proposition de Gorton suggérait également la possibilité de renuméroter les districts du Congrès d'ouest en est, ce qui signifierait que le district no 10 se trouverait à l'extrême est de l'État, là où se trouvait le 5e district existant (avant 2012).

### Commissaire Dean Foster
Le Commissaire Foster, représentant les dirigeants démocrates de la Chambre, a soumis un projet de plan qui placerait le nouveau 10e district sur la côte du Pacifique, la péninsule olympique et le sud de Puget Sound, englobant Pacific, Grays Harbor, Clallam, toutes sauf la partie la plus orientale de Jefferson, Comtés de l'ouest de Mason, du nord de Thurston et du sud-ouest de Pierce. Cela comprendrait Sequim, Olympia, Fife, Puyallup, Eatonville et Steilacoom, tout en excluant Shelton, Port Townsend, Lakewood, Sumner, Orting, Tacoma et Yelm. Ce 10e district proposé a voté pour la Démocrate Patty Murray contre le Républicain Dino Rossi 51,3/48,7 et est à 75,8 % blanc.

### Commissaire Tom Huff
Le Commissaire Huff, représentant les dirigeants républicains de la Chambre, a soumis un projet de plan qui ferait du nouveau 10e district un district majoritairement minoritaire, entièrement situé dans le comté sud de King. Cela comprendrait Federal Way, Kent, Newcastle, SeaTac, Des Moines, Pacific et certaines parties du sud de Seattle, Auburn et Burien. Ce 10e district proposé a voté pour la Démocrate Patty Murray plutôt que pour le Républicain Dino Rossi 63/37 et comprend 48,8 % de blancs, 19,9 % d'asiatiques, 13,6 % d'hispaniques, 11,9 % de noirs et 5,9 % d'autochtones et autres.

### Tiers-parti
Plusieurs tiers ont soumis des projets de plans à la Commission de redécoupage pour examen. Parmi ces plans, United for Fair Representation WA / Win-Win Network a soumis un plan assez similaire au projet de proposition du Commissaire Foster pour le 10e district. La proposition de John Milem comprend un district qui correspond étroitement au projet de proposition du Commissaire Gorton pour le 10e. La proposition de carte Unity de United for Fair Representation comporte également un district assez similaire au projet de proposition du Commissaire Ceis. Van Anderson a soumis une proposition qui inclut un 10e district côtier/péninsulaire olympique similaire au projet de proposition du Commissaire Foster pour le 10e district.

### Compromis Gorton/Ceis
Lors de la réunion de la Commission de redécoupage du 16 décembre 2011, les commissaires Gorton et Ceis ont été chargés d'élaborer la carte des districts du Congrès de 2012, tandis que les commissaires Foster et Huff ont travaillé sur un plan législatif pour l'est de Washington. Lors de la réunion du 28 décembre, les commissaires Ceis et Gorton ont publié une proposition de carte congressionnelle qui créait un 10e district centré sur Olympia comprenant l'aérodrome de Fort Lewis/McChord (installation commune de Lewis-McChord), les îles McNeil et Anderson, les villes de Shelton, Tenino. , University Place, Puyallup, Fife, Edgewood, Sumner, la majeure partie de l'est de Tacoma et les parties du Comté de Pierce de Milton et du Pacifique. La carte finale du 10e district congressionnel ne s'écartait pas de manière significative de la proposition Gorton/Ceis (voir paragraphe suivant). La Législature de l'État pourra modifier les frontières finalisées de la Commission par un maximum de 2 % de la population avec un vote à la majorité qualifiée.

### Plan final approuvé par la Commission
La Commission de redécoupage de Washington a officiellement approuvé un plan de redécoupage du Congrès pour l'approbation de la législature de l'État le 1er janvier 2012, juste avant 22 heures, deux heures avant la date limite statutaire. Le plan final du Congrès pour le 10e district reflétait étroitement la proposition Gorton/Ceis, sauf que les villes de Milton et Pacific étaient entièrement placées dans le 8e district, au lieu d'être divisées à la limite du comté de King/Pierce. En compensation de la perte de Milton et du Pacifique, la ligne de démarcation entre les 10e et 8e districts a été modifiée pour inclure une plus grande population entre Puyallup et Roy.

## Historique de vote
| Années | Poste     | Résultats               |
| ------ | --------- | ----------------------- |
| 2012   | Président | Obama 56,0 % - 41,0 %   |
| 2016   | Président | Clinton 51,0 % - 39,0 % |
| 2020   | Président | Biden 56,0 % - 40,0 %   |

## Liste des Représentants du district
| Membre                             | Parti     | Années                          | Congrès     | Histoire électorale                                                                                             | Zone géographique                              |
| ---------------------------------- | --------- | ------------------------------- | ----------- | --- | ---------------------------------------------- |
| District établit le 3 janvier 2013 |           |                                 |             | |                                                |
| Denny Heck                         | Démocrate | 3 janvier 2013 - 3 janvier 2021 | 113e - 116e | Élu en 2012. Réélu en 2014. Réélu en 2016. Retrait pour se présenter comme Lieutenant-Gouverneur de Washington. | 2013–2023 Parties de Mason, Pierce et Thurston |
| Marilyn Strickland                 | Démocrate | 3 janvier 2021 - Présent        | 117e , 118e | Élue en 2020. Réélue en 2022.                                                                                   | 2013–2023 Parties de Mason, Pierce et Thurston |
| Marilyn Strickland                 | Démocrate | 3 janvier 2021 - Présent        | 117e , 118e | Élue en 2020. Réélue en 2022.                                                                                   | 2023–Présent Parties de Pierce et Thurston     |

## Résultats des récentes élections
Voici les résultats des dix précédents cycles électoraux dans le district.

### 2012
| Élection de 2012 du 10e district congressionnel de Washington | Élection de 2012 du 10e district congressionnel de Washington | Élection de 2012 du 10e district congressionnel de Washington | Élection de 2012 du 10e district congressionnel de Washington | Élection de 2012 du 10e district congressionnel de Washington |
| ------------------------------------------------------------- | ------------------------------------------------------------- | ------------------------------------------------------------- | ------------------------------------------------------------- | ------------------------------------------------------------- |
| Parti                                                         | Parti                                                         | Candidat                                                      | Votes                                                         | %                                                             |
|                                                               | Démocrate                                                     | Denny Heck (sortant)                                          | 163 036                                                       | 58,6                                                          |
|                                                               | Républicain                                                   | Richard (Dick) Muri                                           | 115 381                                                       | 41,4                                                          |
| Total des votes                                               | Total des votes                                               | Total des votes                                               | 278 417                                                       | 100 %                                                         |
|                                                               | Les Démocrates conservent                                     |                                                               |                                                               |                                                               |

### 2014
| Élection de 2014 du 10e district congressionnel de Washington | Élection de 2014 du 10e district congressionnel de Washington | Élection de 2014 du 10e district congressionnel de Washington | Élection de 2014 du 10e district congressionnel de Washington | Élection de 2014 du 10e district congressionnel de Washington |
| ------------------------------------------------------------- | ------------------------------------------------------------- | ------------------------------------------------------------- | ------------------------------------------------------------- | ------------------------------------------------------------- |
| Parti                                                         | Parti                                                         | Candidat                                                      | Votes                                                         | %                                                             |
|                                                               | Démocrate                                                     | Denny Heck (sortant)                                          | 99 279                                                        | 54,7                                                          |
|                                                               | Républicain                                                   | Joyce McDonald                                                | 82 213                                                        | 45,3                                                          |
| Total des votes                                               | Total des votes                                               | Total des votes                                               | 181 492                                                       | 100 %                                                         |
|                                                               | Les Démocrates conservent                                     |                                                               |                                                               |                                                               |

### 2016
| Élection de 2016 du 10e district congressionnel de Washington | Élection de 2016 du 10e district congressionnel de Washington | Élection de 2016 du 10e district congressionnel de Washington | Élection de 2016 du 10e district congressionnel de Washington | Élection de 2016 du 10e district congressionnel de Washington |
| ------------------------------------------------------------- | ------------------------------------------------------------- | ------------------------------------------------------------- | ------------------------------------------------------------- | ------------------------------------------------------------- |
| Parti                                                         | Parti                                                         | Candidat                                                      | Votes                                                         | %                                                             |
|                                                               | Démocrate                                                     | Denny Heck (sortant)                                          | 170 460                                                       | 58,7                                                          |
|                                                               | Républicain                                                   | Jim Postma                                                    | 120 104                                                       | 41,3                                                          |
| Total des votes                                               | Total des votes                                               | Total des votes                                               | 290 564                                                       | 100 %                                                         |
|                                                               | Les Démocrates conservent                                     |                                                               |                                                               |                                                               |

### 2018
| Élection de 2018 du 10e district congressionnel de Washington | Élection de 2018 du 10e district congressionnel de Washington | Élection de 2018 du 10e district congressionnel de Washington | Élection de 2018 du 10e district congressionnel de Washington | Élection de 2018 du 10e district congressionnel de Washington |
| ------------------------------------------------------------- | ------------------------------------------------------------- | ------------------------------------------------------------- | ------------------------------------------------------------- | ------------------------------------------------------------- |
| Parti                                                         | Parti                                                         | Candidat                                                      | Votes                                                         | %                                                             |
|                                                               | Démocrate                                                     | Denny Heck (sortant)                                          | 166 215                                                       | 61,5                                                          |
|                                                               | Républicain                                                   | Joseph Brumbles                                               | 103 860                                                       | 38,5                                                          |
| Total des votes                                               | Total des votes                                               | Total des votes                                               | 270 075                                                       | 100 %                                                         |
|                                                               | Les Démocrates conservent                                     |                                                               |                                                               |                                                               |

### 2020
| Élection de 2020 du 10e district congressionnel de Washington | Élection de 2020 du 10e district congressionnel de Washington | Élection de 2020 du 10e district congressionnel de Washington | Élection de 2020 du 10e district congressionnel de Washington | Élection de 2020 du 10e district congressionnel de Washington |
| ------------------------------------------------------------- | ------------------------------------------------------------- | ------------------------------------------------------------- | ------------------------------------------------------------- | ------------------------------------------------------------- |
| Parti                                                         | Parti                                                         | Candidat                                                      | Votes                                                         | %                                                             |
|                                                               | Démocrate                                                     | Marilyn Strickland                                            | 167 937                                                       | 49,33                                                         |
|                                                               | Démocrate                                                     | Beth Doglio                                                   | 121 040                                                       | 35,56                                                         |
|                                                               | Write-In                                                      | Write-In                                                      | 51 430                                                        | 15,11                                                         |
| Total des votes                                               | Total des votes                                               | Total des votes                                               | 340 407                                                       | 100 %                                                         |
|                                                               | Les Démocrates conservent                                     |                                                               |                                                               |                                                               |

### 2022
| Primaire Non-Partisane de 2022 du 10e district congressionnel de Washington | Primaire Non-Partisane de 2022 du 10e district congressionnel de Washington | Primaire Non-Partisane de 2022 du 10e district congressionnel de Washington | Primaire Non-Partisane de 2022 du 10e district congressionnel de Washington | Primaire Non-Partisane de 2022 du 10e district congressionnel de Washington |
| --------------------------------------------------------------------------- | --------------------------------------------------------------------------- | --------------------------------------------------------------------------- | --------------------------------------------------------------------------- | --------------------------------------------------------------------------- |
| Parti                                                                       | Parti                                                                       | Candidat                                                                    | Votes                                                                       | %                                                                           |
|                                                                             | Démocrate                                                                   | Marilyn Strickland (sortante)                                               | 90 093                                                                      | 55,3                                                                        |
|                                                                             | Républicain                                                                 | Keith Swank                                                                 | 55 231                                                                      | 33,9                                                                        |
|                                                                             | Républicain                                                                 | Dan Gordon                                                                  | 10 315                                                                      | 6,3                                                                         |
|                                                                             | Démocrate                                                                   | Eric Mahaffy                                                                | 3 710                                                                       | 2,3                                                                         |
|                                                                             | Indépendant                                                                 | Richard Boyce                                                               | 3 250                                                                       | 2,0                                                                         |

| Élection de 2022 du 10e district congressionnel de Washington | Élection de 2022 du 10e district congressionnel de Washington | Élection de 2022 du 10e district congressionnel de Washington | Élection de 2022 du 10e district congressionnel de Washington | Élection de 2022 du 10e district congressionnel de Washington |
| ------------------------------------------------------------- | ------------------------------------------------------------- | ------------------------------------------------------------- | ------------------------------------------------------------- | ------------------------------------------------------------- |
| Parti                                                         | Parti                                                         | Candidat                                                      | Votes                                                         | %                                                             |
|                                                               | Démocrate                                                     | Marilyn Strickland (sortante)                                 | 152 544                                                       | 57,0                                                          |
|                                                               | Républicain                                                   | Keith Swank                                                   | 114 777                                                       | 42,9                                                          |
|                                                               | Write-In                                                      | Write-In                                                      | 427                                                           | 0,2                                                           |
| Total des votes                                               | Total des votes                                               | Total des votes                                               | 267 748                                                       | 100 %                                                         |
|                                                               | Les Démocrates conservent                                     |                                                               |                                                               |                                                               |

### 2024
| Primaire Non-Partisane de 2024 du 10e district congressionnel de Washington | Primaire Non-Partisane de 2024 du 10e district congressionnel de Washington | Primaire Non-Partisane de 2024 du 10e district congressionnel de Washington | Primaire Non-Partisane de 2024 du 10e district congressionnel de Washington | Primaire Non-Partisane de 2024 du 10e district congressionnel de Washington |
| --------------------------------------------------------------------------- | --------------------------------------------------------------------------- | --------------------------------------------------------------------------- | --------------------------------------------------------------------------- | --------------------------------------------------------------------------- |
| Parti                                                                       | Parti                                                                       | Candidat                                                                    | Votes                                                                       | %                                                                           |
|                                                                             | Démocrate                                                                   | Marilyn Strickland (sortante)                                               | 93 942                                                                      | 54,3                                                                        |
|                                                                             | Républicain                                                                 | Don Hewett                                                                  | 46 258                                                                      | 26,7                                                                        |
|                                                                             | Républicain                                                                 | Nirav Sheth                                                                 | 20 208                                                                      | 11,7                                                                        |
|                                                                             | Démocrate                                                                   | Desiree Toliver                                                             | 6 424                                                                       | 3,7                                                                         |
|                                                                             | Démocrate                                                                   | Eric Mahaffy                                                                | 3 527                                                                       | 2,0                                                                         |
|                                                                             | Indépendant                                                                 | Richard Boyce                                                               | 2 056                                                                       | 1,2                                                                         |
|                                                                             | Indépendant                                                                 | Kurtis Engle                                                                | 545                                                                         | 0,3                                                                         |
|                                                                             | Write-In                                                                    | Write-In                                                                    | 192                                                                         | 0,1                                                                         |

| Élection de 2024 du 10e district congressionnel de Washington | Élection de 2024 du 10e district congressionnel de Washington | Élection de 2024 du 10e district congressionnel de Washington | Élection de 2024 du 10e district congressionnel de Washington | Élection de 2024 du 10e district congressionnel de Washington |
| ------------------------------------------------------------- | ------------------------------------------------------------- | ------------------------------------------------------------- | ------------------------------------------------------------- | ------------------------------------------------------------- |
| Parti                                                         | Parti                                                         | Candidat                                                      | Votes                                                         | %                                                             |
|                                                               | Démocrate                                                     | Marilyn Strickland (sortante)                                 | TBD                                                           | TBD                                                           |
|                                                               | Républicain                                                   | Don Hewett                                                    | TBD                                                           | TBD                                                           |
| Total des votes                                               | Total des votes                                               | Total des votes                                               | TBD                                                           | 100 %                                                         |
|                                                               |                                                               |                                                               |                                                               |                                                               |